# Nada Ler Sofronić
Nada Ler Sofronić (Sarajevo, 1941 - Beograd, 4. maj 2020) je bila dugogodišnja profesorica kolegija iz socijalne psihologije na Fakultetu političkih nauka u Sarajevu, feministkinja i borac za slobodu, ravnopravnost i društvenu pravdu. 

## Biografija
Nada Ler Sofronić je rođena u okupiranom Sarajevu 1941. godine u uglednoj jevrejskoj porodici. Tokom Drugog svetskog rata skriva se, beži i boravi u logorima; put je vodi od Sarajeva preko Dubrovnika, Korčule i Barija. Preživeli su samo članovi najuže porodice, a vratili se u Sarajevo 1946. godine.  Tu Nada Ler Sofronić provodi svoje detinjstvo, završava osnovnu i srednju školu.
Skoro dve decenije kasnije, 1965.godine, Nada Ler završava studije psihologije na Filozofskom fakultetu u Beogradu i počinje da radi kao asistentkinja, a kasnije i profesorka na Fakultetu političkih nauka u Sarajevu, na predmetu Socijalna psihologija. 
Na Fakultetu političkih nauka u Beogradu 1982. godine doktorirala je sa disertacijom "Marksizam i oslobođenje žena", što je prva feministička teza odbranjena u SFRJ. Deo te teze objavljen je u knjizi "Neofeminizam i socijalistička alternativa" 1986. 
Predavala je na Odseku za psihologiju, na Filozofskom fakultetu Univerziteta u Novom Sadu.
Jedna je od jedanaest osnivačica Udruženja Ženske studije i istraživanja iz Novog Sada koje su 1997 pokrenule alternativni akademski oblik obrazovanja a od školske 2004/05. program postaje akreditovan program Centra za ženske studije u okviru Univerziteta u Novom Sadu..
Nada Ler Sofronić je, između ostalog, inicirala čuvenu feminističku konferenciju "Drug-ca Žena". Tokom rata u Bosni i Hercegovini boravila je je u Rimu, Beogradu i Budimpešti, a potom se vraća u Sarajevo, gde je do odlaska u penziju rukovodila Centrom "Žena i društvo".
Umrla je 2020. godine u Beogradu.

## Karijera
Nada Ler Sofronić je pripadala grupi prvih feminisitčkih teoretičarki u bivšoj Jugoslaviji. Dugo godina predavala Socijalnu psihologiju na Fakultetu političkih nauka Sarajevu.
Od 1978. ima aktivnu i vodeću ulogu u drugom talasu Ženskog pokreta u regiji. Bila je konceptualna kreatorka Prve medjunarodne feminističke konferencije u Istočnoj Evropi koja je ordžana u Studentskom kulturnom centru u Beogradu 1978. godine pod nazivom "Drug-ca - Novi pristup?". Konferencija je prvi put na tlu socijalističkog sveta okupila pretstavnice ženskih pokreta Istoka i Zapada i značila prekretnicu u tretmanu "ženskog pitanja" u Jugoslovenskom realnom socijalizmu.
Centralna tema teorijskih eseja Dr Nade Ler Sofronić, članaka, velikog broja javnih predavanja, nastupa i tekstova u medijima su pitanja ženskog iskustva, identiteta i odnosa moći medju polovima/rodovima u različitim društvenim sistemima. Njene analize su fokusirane na rodnu dimenziju globalnih neokonzervativnih trendova i ženu u uslovima post-socijalističke tranzicije.
Dr Nada Ler Sofronić je bila Senior Visiting Fellow na Centralnom Evropskom Univerzitetu u Budimpešti, na katedri Rod i kultura, predavala je na Ženskim studijama u Beogradu,  jedna je od utemeljivačica Ženskih studija u Novom Sadu, te inicijatorka i jedna od koordinatorki i predavačica na pilot projektu Ženskih studija u Sarajevu.
Učestvuje kao predavač na mnogobrojnim gradjanskim i univerzitetskim forumima kao i medjunarodnim konferencijama pod pokroviteljstvom, izmedju ostalih: fondacije Heinrich Bőll Stiftung  i Helsinskog odbora za ljudska prava.
Rukovodila je  nezavisnim Centrom za istraživanja, politike i zagovaranja "Žena i društvo" u Sarajevu.
Bila je direktorka Centra za istraživanja politike i zagovaranja u Sarajevu.

## Bibliografija i publikacije (izbor)
- Neofeminizam i socijalistička alternativa. Beograd: Radnička štampa. 1986.
- Kontroverze savremenog feminizma-Iskustvo, identitet, moć. 1998
- Kraj tranzicijske paradigme-rodna perspektiva. 2002.
- Zato što smo žene (emprijsko istraživanje, koautorstvo). 2003.
- Gender analiza Izbornog zakona BiH. 2003.
- Feministički/ženski pokreti i civilno društvo u post-socijalističkim zemljama. Lokalna samouprava. Februar 2004 .
- Neokonzervtivni trendovi i rodni stereotipi u udžbenicima za osnovnu školu. 2005 (delimično objavljeno)
- Lo spauracchio bussa alla porta dell'Est. Rim: Il Manifesto, specijalni dodatak "Il 68 delle donne". Mart 2018[7].
- Monitoring Equal Opportunities for Women and Men in Bosnia and Herzegovina (koautorstvo). Open Society Institute Network Women’s Program. 2006.